# Landreva semialata
Landreva semialata är en insektsart som beskrevs av Lucien Chopard 1928. Landreva semialata ingår i släktet Landreva och familjen syrsor. Inga underarter finns listade i Catalogue of Life.